# Fuga dalla Casa Bianca
Fuga dalla Casa Bianca (My Fellow Americans) è un film del 1996 di produzione statunitense diretto da Peter Segal.